# Zölkow
Zölkow ist eine Gemeinde im Landkreis Ludwigslust-Parchim in Mecklenburg-Vorpommern (Deutschland). Sie wird vom Amt Parchimer Umland mit Sitz in Parchim verwaltet.

## Geografie
Zölkow liegt in einer flachen Umgebung ohne herausragende Höhen. Der größte Teil des von der Warnow durchflossenen Gemeindegebietes wird landwirtschaftlich genutzt, nur im Osten gibt es ein kleineres Waldgebiet. Größere Seen gibt es nicht. Die Gemeinde liegt 20 Kilometer nördlich von Parchim und 12 Kilometer östlich von Crivitz.
Ortsteile der Gemeinde sind Hof Grabow, Kladrum, Groß Niendorf und Zölkow. Des Weiteren gehören die Hohenpritzer Siedlung und die Ruester Siedlung zur Gemeinde.

## Geschichte
Zölkow wurde 1328 erstmals als Tzollekowe urkundlich erwähnt. Der Ortsname leitet sich vom Namen des slawischen Lokators Solek ab, heißt also Ort des Solek.
1873 kaufte Kossebade der Gemeinde Zölkow einen Teil des Tannenbergs ab.
Am 1. Januar 1951 wurde die bisher eigenständige Gemeinde Kladrum eingegliedert.
Am 1. Januar 2012 wurde Groß Niendorf mit den Ortsteilen Groß Niendorf, Hohenpritzer Siedlung und Ruester Siedlung eingemeindet.

## Politik

### Gemeindevertretung und Bürgermeister
Der Gemeinderat besteht (inkl. Bürgermeister) aus 9 Mitgliedern. Die Wahl zum Gemeinderat am 26. Mai 2019 hatte folgende Ergebnisse:
| Partei/Bewerber                                 | Prozent | Sitze |
| ----------------------------------------------- | ------- | ----- |
| Wählergemeinschaft Freiwillige Feuerwehr Zölkow | 29,47   | 3     |
| CDU                                             | 20,49   | 2     |
| Wählergemeinschaft Rund um Zölkow               | 14,12   | 1     |
| Aktive Wählergruppe Zölkow                      | 11,22   | 1     |
| Einzelbewerber Springer                         | 9,92    | 1     |
| Einzelbewerber Brandt                           | 9,56    | 1     |

Bürgermeister der Gemeinde ist Jens-Uwe Springer.

### Wappen, Flagge, Dienstsiegel
Die Gemeinde verfügt über kein amtlich genehmigtes Hoheitszeichen, weder Wappen noch Flagge. Als Dienstsiegel wird das kleine Landessiegel mit dem Wappenbild des Landesteils Mecklenburg geführt. Es zeigt einen hersehenden Stierkopf mit abgerissenem Halsfell und Krone und der Umschrift „• GEMEINDE ZÖLKOW • LANDKREIS LUDWIGSLUST-PARCHIM“.

## Verkehr
Durch den Ort verläuft die Bundesstraße 392. Die Bundesautobahn 14 ist über die Anschlussstelle Schwerin-Ost (24 km) erreichbar.

## Sehenswürdigkeiten
- Forsthof mit Forsthaus
- Büdnerei

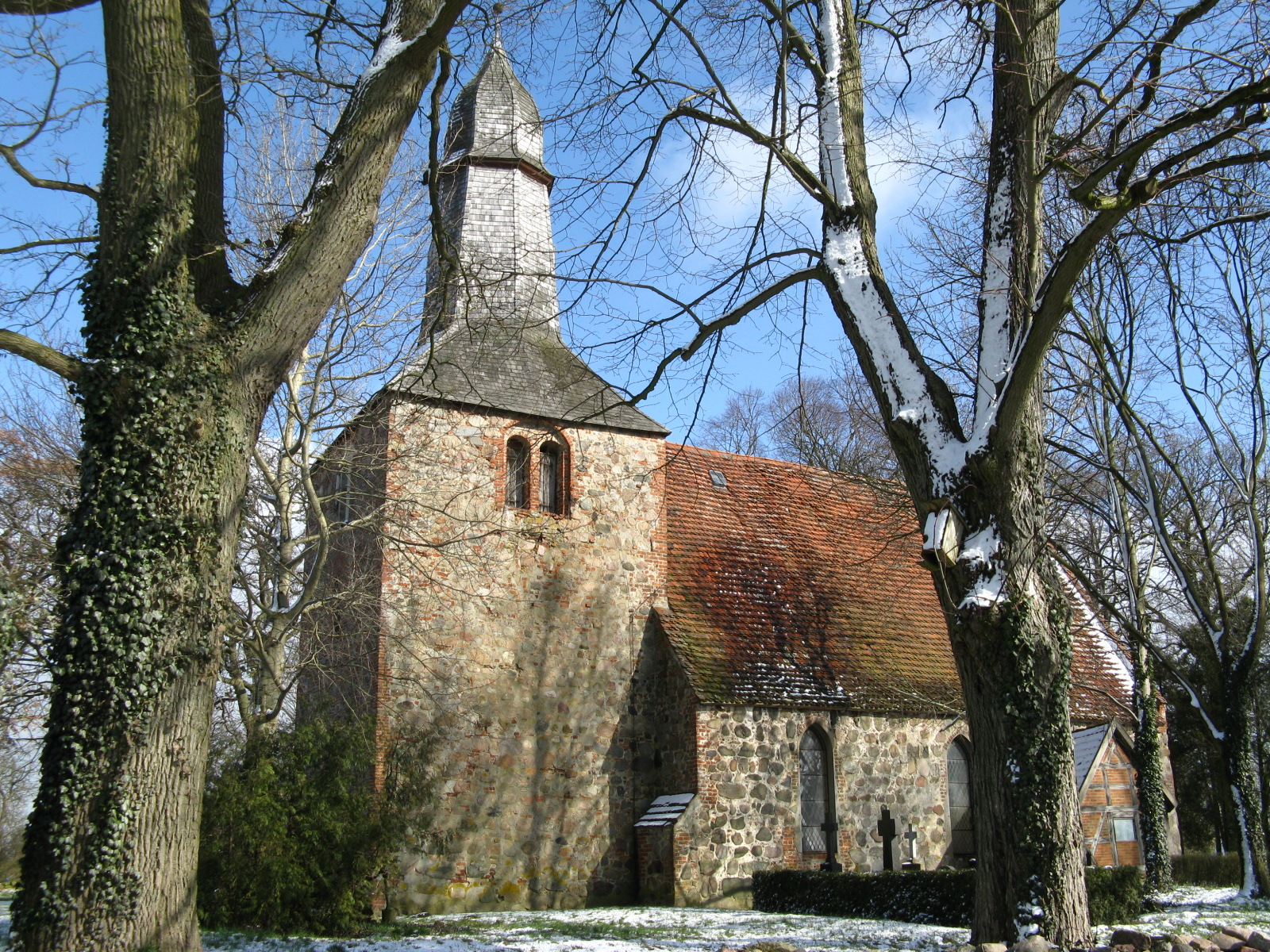
Dorfkirche in Kladrum

- Dorfkirche Kladrum und Pfarrhaus: Gotische Feldsteinkirche aus dem 13. oder 14. Jahrhundert. Im Dreißigjährigen Krieg zerstört, wurde sie im 17. Jahrhundert wieder aufgebaut und die Inneneinrichtung im 19. Jahrhundert überarbeitet. Der Turm mit seiner für Mecklenburg seltenen barocken Haube bekam in den 1990er Jahren eine neue Eindeckung. Der Innenraum der Kirche wurde 2009 neu ausgemalt. Zur Kirchgemeinde gehören auch die Kirchdörfer Bülow und Wessin.